# 20477 Anastroda
A 20477 Anastroda (ideiglenes jelöléssel 1999 NQ18) a Naprendszer kisbolygóövében található aszteroida. A LINEAR projekt keretében fedezték fel 1999. július 14-én.